# 格雷戈里奥·戈麦斯
格雷戈里奥·戈麦斯（西班牙語：Gregorio Gómez，1927年2月14日—2015年3月24日），墨西哥男子足球运动员，司职后卫。他曾代表墨西哥国家队参加1950年国际足联世界杯，结果队伍止步小组赛阶段。